# Piloto comercial
O piloto comercial (PC), ao contrário do piloto privado (PP), já pode voar tendo remuneração. Para se tornar um piloto comercial, o piloto precisa voar cerca de 150 horas como PC, para poder obter o certificado de piloto comercial. No Brasil, este certificado é concedido pela Agência Nacional de Aviação Civil (ANAC).
O certificado de piloto comercial permite voos diurnos desde que em condições de voo visuais (VFR). Para realizar voos noturnos, deverá ter recebido instrução duplo comando em voo noturno, incluindo decolagens, pousos e navegação. Para poder realizar voos por instrumentos (IFR) é necessária uma licença específica. Ser um piloto comercial é um passo intermediário para se tornar um piloto de linha aérea (PLA).

## Requisitos
Para obter licença de Piloto Comercial, é necessário satisfazer aos seguintes requisitos:
- ter a licença (Brevê) de piloto privado
- ser maior de 18 anos;
- ter concluído o ensino médio;
- ter realizado curso homologado pela anac específico para Piloto Comercial;
- aprovação nas provas de conhecimento teórico;
- aprovação nos exames médicos;
- possuir 200 horas de vôo[2]

## Salário
O salário de um piloto comercial pode variar de companhia para companhia, mas a faixa de preço varia de R$4.000,00 até aproximadamente R$30.000,00.

## Prerrogativas
1. Exercer todas as prerrogativas de Piloto privado
2. Atuar como piloto em comando de aeronave não empregada em voos de transporte aéreo público;
3. Atuar como piloto em comando em serviços de transporte aéreo público, em aeronave homologada para operação com somente um piloto; e
4. Atuar como co-piloto em serviços de transporte aéreo público em aeronaves homologadas para operação com, no mínimo, dois pilotos.

## História
No dia 1º de janeiro de 1914, o norte-americano Tony Jannus foi escalado para ser o piloto em uma viagem comercial entre as cidades de Tampa e São Petersburgo (duas cidades da Flórida) e este evento é considerado a primeira viagem comercial da história da aviação e Tony, o primeiro piloto comercial. Isto ocorreu quando o prefeito de São Petersburgo, Abram Phell, pagou a quantia de US$ 400,00 para ser levado a Tampa no aparelho Benoist XIV (hidroavião) de apenas dois lugares, da companhia área St. Petersburg-Tampa Airboat Line e de propriedade de Percival Fansler.

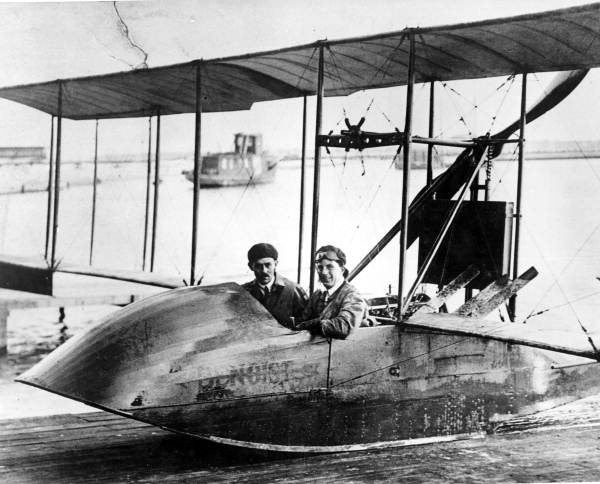
Tony Jannus em 1914 no voo histórico da aviação comercial